# Lionheart (videogioco)
Lionheart è un videogioco a piattaforme 2D per Amiga sviluppato e pubblicato dalla Thalion Software nel 1993. Il personaggio principale del videogioco compare anche in Ambermoon, un videogioco di ruolo della stessa software house.